# Indarbela quadrinotata
Indarbela quadrinotata là một loài côn trùng trong họ Cossidae. Loài này được Walker miêu tả khoa học đầu tiên năm 1856.
Đây là loài gây hại của cây Anacardium occidentale, phát triển phổ biến ở Indonesia.